# 알베르토 질라르디노
알베르토 질라르디노(이탈리아어: Alberto Gilardino, Ufficiale OMRI, 1982년 7월 5일 ~ )는 이탈리아의 전 축구 선수, 현 축구 감독이다. 선수 시절 포지션은 스트라이커이다. 일명 바이올린 세레머니로도 유명하다.

## 선수 경력

### 클럽 경력
질라르디노는 세리에 A 1999-2000 시즌 피아첸차 칼초에서 선수 생활을 시작해, 첫 시즌에 17경기에서 3골을 넣었다. 2000년 헬라스 베로나에 영입되어 두 시즌 동안 39경기에서 5골을 기록하였다.
2002년에는 당시 헬라스 베로나 감독 체사레 프란델리 (Cesare Prandelli)의 명백한 요구로 AC 파르마로 이적하였으며, 이 때부터 본격적으로 빛을 발하기 시작하였다. 첫 시즌에 5골을 기록하고, 2003-04 시즌에는 23골이라는 엄청난 수의 골을 넣어 세리에 A 득점 순위 2위에 오르기도 하였다. 클럽과 U-21 팀에서 성공적인 활약을 보인 그는 2007년 6월까지 계약을 연장하였고, 2004-05 시즌에는 2003-04 시즌을 되풀이해 23골을 넣으며 다시 한 번 세리에 A 득점 순위 2위에 올랐다. 결과적으로 파르마에서 96경기에 출전해 50골을 기록하는 기염을 토하였다.
이후 이 같은 활약을 통해 2005년 7월, 24만 파운드로 추정되는 이적료에 AC 밀란으로 이적하였다. 비록 밀란에서의 첫 시즌에 17골을 기록하였지만, 세리에 A 2006-07 시즌 이후 자신의 공격 형태를 찾지 못하고 부진을 거듭하여 2007-08 시즌에 자신에게 있어서 최악의 해를 보냈다.
부진에 빠진 그는 주전에서 제외되었고, 결국 2008년 5월 25일 피오렌티나로 이적하였다. 피오렌티나에서의 첫 시즌인 세리에 A 2008-09 시즌에 19골을 넣으면서 피오렌티나 공격의 핵심으로 자리잡았다.

### 국가대표팀 경력
2004년, 질라르디노는 하계 올림픽과 UEFA U-21 축구 선수권 대회에서 팀의 우승을 주도하였다. 2006년 FIFA 월드컵에서는 미국과의 2차전에서 다이빙 헤딩슛으로 골을 넣고, 독일과의 준결승전에서 교체 투입되어 알레산드로 델 피에로의 추가 득점을 어시스트하는 등 맹활약을 하면서 이탈리아의 네 번째 FIFA 월드컵 우승에 공헌하였다.
2007년 10월에는 오스트리아와의 경기에서 0-2로 끌려가던 중 팀의 첫 득점을 성공시켰고, 뒤에 자책골이 터져 경기는 2-2 무승부로 마무리되었다.
2009년 6월에는 2009년 FIFA 컨페더레이션스컵 직전에 열린 뉴질랜드와의 경기에서 두 골을 넣으면서 좋은 활약을 보여주었다.

## 수상
AC 밀란
- 2006-07 UEFA 챔피언스리그 우승
- 2007년 UEFA 슈퍼컵 우승
- 2007년 FIFA 클럽 월드컵 우승

 이탈리아
- 2004년 UEFA U-21 축구 선수권 대회 우승
- 2004년 하계 올림픽 동메달
- 2006년 FIFA 월드컵 우승
- 2013년 FIFA 컨페더레이션스컵 3위

개인
- 2004년 UEFA U-21 축구 선수권 대회 최우수 선수
- 2004년 UEFA U-21 축구 선수권 대회 득점왕
- 2004년 세리에 A 올해의 영플레이어 상
- 2005년 세리에 A 올해의 선수상
- 2005년 올해의 이탈리아 축구선수

## 훈장
- 2006년 이탈리아 공화국 공로 훈장 4등급 (Ufficiale OMRI)